# Punta Ballena (Livingston-Insel)
Punta Ballena (von spanisch ballena ‚Wal‘) ist eine Landspitze im Norden der Livingston-Insel im Archipel der Südlichen Shetlandinseln. Auf der Ostseite des Kap Shirreff, dem nördlichen Ausläufer der Johannes-Paul-II.-Halbinsel, trennt sie am Ufer der Bahía Mansa den Playa Ballena Norte im Norden vom Playa Ballena Sur im Süden.
Wissenschaftler der 45. Chilenischen Antarktisexpedition (1990–1991) benannten sie so, weil sie in ihrer Umgebung Skelette von Walen gefunden hatten.